# Cal State Fullerton Titans
Cal State Fullerton Titans – nazwa drużyn sportowych California State University w Fullerton, biorących udział w akademickich rozgrywkach w Big West Conference, organizowanych przez National Collegiate Athletic Association. 

## Sekcje sportowe uczelni

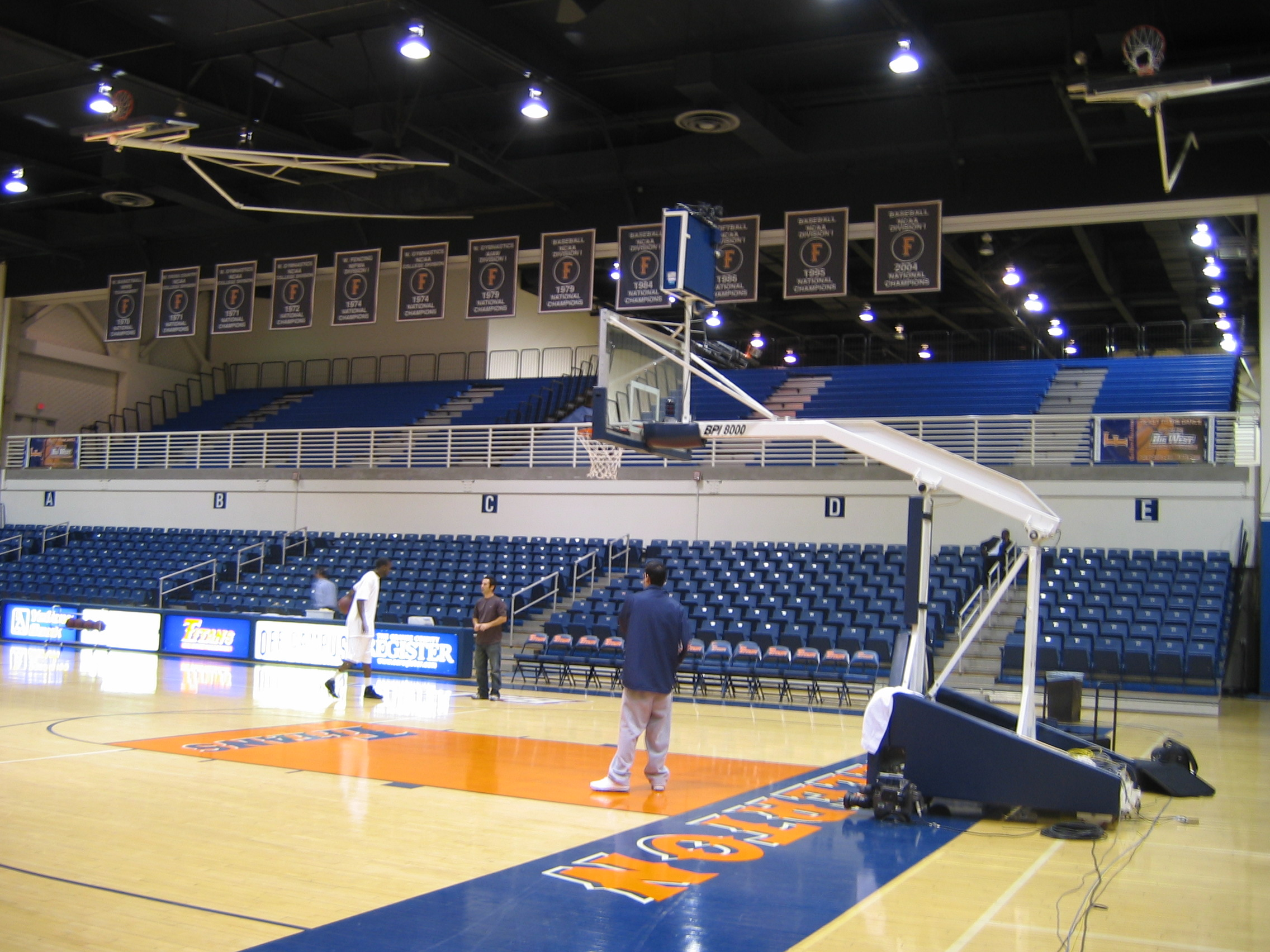
Titan Gym.

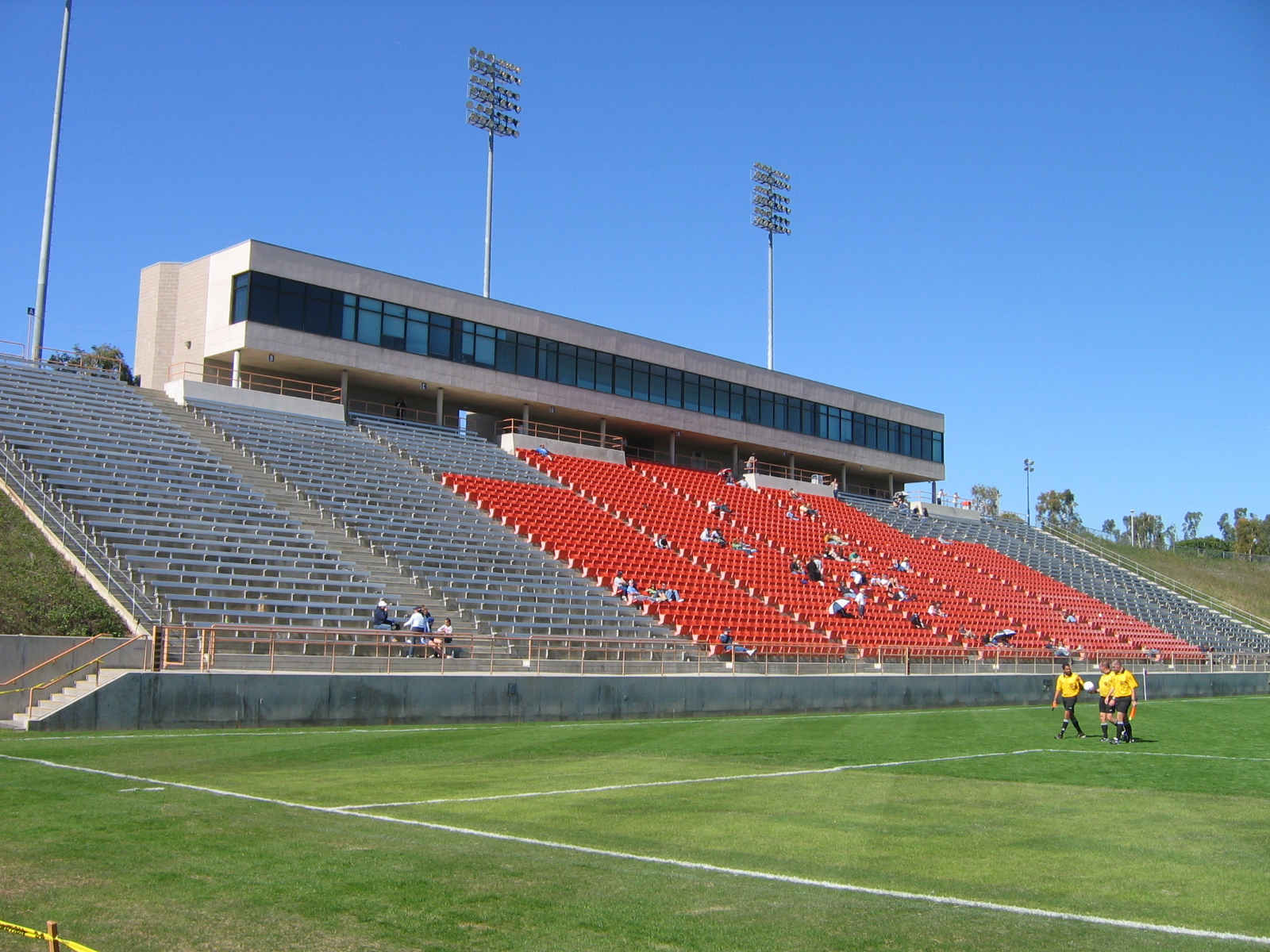
Titan Stadium.

| Mężczyźni - baseball (4): 1979, 1984, 1995, 2004 - bieg przełajowy - golf - koszykówka - lekkoatletyka - piłka nożna | Kobiety - bieg przełajowy - golf - koszykówka - lekkoatletyka - piłka nożna - siatkówka - softball (1): 1986 - tenis |

W nawiasie podano liczbę tytułów mistrzowskich NCAA (stan na 1 lipca 2015)

## Obiekty sportowe
- Titan Gym – hala sportowa o pojemności 4000 miejsc, w której odbywają się mecze koszykówki i siatkówki[3]
- Goodwin Field – stadion baseballowy o pojemności 3500 miejsc[3]
- Titan Stadium – stadion, na którym odbywają się również mecze piłki nożnej o pojemności 10 000 miejsc[3]
- Titan Courts – korty tenisowe[3]
- Anderson Family Field – stadion softballowy[3]
- Titan Track Complex – stadion lekkoatletyczny[3]